# RosettaNet
RosettaNet est une organisation à but non lucratif regroupant plus de 500 entreprises de haute technologie. Ces membres créent et implémentent des standards ouverts pour le traitement des transactions du business to business (B2B) en particulier au niveau de la chaîne d'approvisionnement. Ces standards définissent des Schema XML définissant ainsi une centaine de processus d'échange d'information entre les partenaires (PIP - Partner Interface Processes).Les entreprises membres de RosettaNet représentent 1200 milliards de dollars de revenu annuel.
Fondée en 1997 par Fadi Chehadé, RosettaNet est une filiale de GS1 US, anciennement Uniform Code Council, Inc. (UCC). Elle comprend plus de 500 membres venant de sociétés du monde entier. Elle dispose aussi de plusieurs groupes d'utilisateurs locaux. Le groupe d'utilisateurs Européen est EDIFICE.

## Le standard RosettaNet
Le standard RosettaNet est basé sur le langage XML et définit une structure de messages, des processus métier d'interface et des structures d'implémentation pour les interactions entre sociétés. Principalement orienté dans les domaines de la chaîne logistique, RosettaNet s'adresse aussi à la production, aux données produits et aux processus de service. 
Ce standard est largement diffusé dans les industries de composants électroniques et semi-conducteurs mais aussi dans les industries logistiques et de télécommunication. Du fait de la couverture de l'EDI, RossetaNet est moins utilisé en Europe mais est en régulière extension. 